# Taking Some Time On: The Parlophone-Harvest Years (1968-73)
Taking Some Time On: The Parlophone-Harvest Years (1968-73) è una compilation della band rock britannica Barclay James Harvest, pubblicata nel 2011.

## Formazione
- John Lees - voce, chitarra
- Les Holroyd - voce, chitarra, basso
- Stuart Wolstenholme - voce, tastiera
- Mel Pritchard - batteria

## Tracce

### Disco 1
1. Early Morning (2002 - Remaster)
2. Mr Sunshine (2002 - Remaster)
3. So Tomorrow (BBC Session)
4. Eden Unobtainable (BBC Session)
5. Eden Unobtainable (2002 - Remaster)
6. Night (BBC Session)
7. Pools of Blue (BBC Session)
8. Need You Oh So Bad (BBC Session)
9. Small Time Town (BBC Session)
10. Dark Now My Sky (BBC Session)
11. Brother Thrush (2002 - Remaster)
12. Poor Wages (2002 - Remaster)
13. Mocking Bird (May 1970 Version)
14. Taking Some Time On (2002 - Remaster)
15. Mother Dear (2002 - Remaster)
16. The Sun Will Never Shine (2002 - Remaster)
17. When the World Was Woken (2002 - Remaster)

### Disco 2
1. Good Love Child (2002 - Remaster)
2. The Iron Maiden (2002 - Remaster)
3. Dark Now My Sky (2002 - Remaster)
4. I Can't Go On Without You (2002 - Remaster)
5. She Said (2002 - Remaster)
6. Happy Old World (2002 - Remaster)
7. Song For Dying (2002 - Remaster)
8. Galadriel (2002 - Remaster)
9. Mocking Bird (2002 - Remaster)
10. Vanessa Simmons (2002 - Remaster)
11. Ball And Chain (2002 - Remaster)
12. Lady Loves (2002 - Remaster)

### Disco 3
1. Introduction - White Sails (A Seascape)
2. Too Much On Your Plate
3. Galadriel (Non-Orchestral Version)
4. Happy Old World (Take One)
5. Song For Dying (Full Un-edited Version) [Clean]
6. Mocking Bird (Extended Non-orchestral Version)
7. Dark Now My Sky (2002 - Remaster)
8. Galadriel (BBC Session)
9. She Said (BBC Session)
10. Someone There You Know (BBC Session)
11. Ursula (The Swansea Song) (BBC Session)
12. Medicine Man (BBC Session)

### Disco 4
1. Medicine Man (2002 - Remaster)
2. Someone There You Know (2002 - Remaster)
3. Harry's Song (2002 - Remaster)
4. Ursula (The Swansea Song) (2002 - Remaster)
5. Little Lapwing (2002 - Remaster)
6. Song With No Meaning (2002 - Remaster)
7. Blue John's Blues (2002 - Remaster)
8. The Poet (2002 - Remaster)
9. After The Day (2002 - Remaster)
10. Brave New World (Demo)
11. Child Of Man (Bob Harris Session)
12. I'm Over You (2002 - Remaster)
13. Breathless (2002 - Remaster)
14. Child Of Man (2002 - Remaster)
15. When the City Sleeps (2002 - Remaster)
16. Medicine Man (2002 - Remaster)

### Disco 5
1. 100,000 Smiles Out (Bob Harris Session)
2. Delph Town Morn (Bob Harris Session)
3. Thank You (Bob Harris Session)
4. Crazy Over (You)
5. Delph Town Morn
6. Summer Soldier
7. Thank You
8. One Hundred Thousand Smiles Out
9. Moonwater
10. Thank You (Alternate Version)
11. Rock and Roll Woman (2002 - Remaster)
12. The Joker (2002 - Remaster)